# セバスティアン・ランゲヴェルト
セバスティアン・ランゲヴェルト（Sebastian Langeveld、1985年1月17日 - ）は、オランダ、ライデン出身の自転車競技（ロードレース）選手。

## 来歴
2006年、スキル・シマノと契約しプロ転向。
2007年、ラボバンクに移籍。
2012年、グリーンエッジに移籍。
2014年、ガーミン・シャープに移籍。オランダ選手権、ロードレースにて優勝。

## 主な戦績

### 2006年
- グランプリ・ピノ・チェラミ 優勝

### 2007年
- ステル・エレクトロトゥール 総合優勝
- ブエルタ・ア・エスパーニャ 初出場、総合112位

### 2008年
- ツール・ド・フランス 初出場、総合131位

### 2009年
- ザッハセン・ツアー 総合2位、区間優勝（第2,4ステージ）
- エネコ・ツアー 総合3位
- フロット・プライス・ジェフ・シェーレン 優勝
- カンピウンスハップ・ファン・フラーンデレン 2位

### 2010年
- ツール・デュ・リムザン 総合2位

### 2011年
- オムロープ・ヘット・ニウスブラット 優勝
- ロンド・ファン・フラーンデレン 5位

### 2012年
- エネコ・ツアー 総合9位（第1ステージ優勝・TTT）
- ロードレース世界選手権・チームタイムトライアル 3位

### 2013年
- E3・ハレルベーク 5位
- ロンド・ファン・フラーンデレン 10位
- パリ〜ルーベ 7位

### 2014年
- オランダ選手権　優勝（ロードレース）

### 2016年
- チェコ・サイクリングツアー 総合2位

### 2017年
- パリ〜ルーベ 3位